# Dominic Langenbacher
Dominic Francis Langenbacher CP (* 6. Januar 1884 in Pittsburgh; † 6. Juni 1939 in Louisville, Kentucky) war ein US-amerikanischer Geistlicher. 
Langenbacher trat am 16. Januar 1900 bei den Passionisten ein. Am 30. Juni 1906 weihte Michael John Hoban ihn zum Priester für die Passionisten. Am 16. Juli 1925 ernannte Papst Pius XI. ihn zum Apostolischen Präfekten von Shenchow. Sein Amt trat er am 26. November 1925 an. Am 29. April 1929 nahm der Papst seinen Rücktritt an.